# Psara ultratrinalis
Psara ultratrinalis là một loài bướm đêm trong họ Crambidae.